# スノードン伯爵
スノードン伯爵（英: Earl of Snowdon）は、イギリスの伯爵、貴族、連合王国貴族爵位。マーガレット王女の配偶者アンソニー・アームストロング＝ジョーンズが1961年に叙位されたことに始まる。

## 歴史
1960年5月、女王エリザベス2世の妹マーガレット王女は新進気鋭の写真家アンソニー・アームストロング＝ジョーンズと結婚した。この際に、爵位を持たない平民出身であったアンソニーは貴族に叙せられる運びとなった。翌年の1961年10月6日、アンソニーは連合王国貴族としてスノードン伯爵(Earl of Snowdon)及びサセックス州ナイマンズのリンリー子爵(Viscount Linley, of Nymans in the County of Sussex)を授けられた。アンソニーの父がウェールズにルーツがあったことから、爵位名はウェールズの最高峰スノードン山より採られた。その後アンソニーは王女と離婚して王室を離れたが、引き続き爵位を保持した。
その後マーガレットの姪であるプリンセス・ロイヤル・アンの二度の結婚においてどちらの夫も爵位を受けなかった。また従妹のアレクサンドラ王女もエアリー伯爵家の アンガス・オギルヴィと結婚したものの、夫は次男であるため爵位を持たず、また新たな爵位も求めなかった。2018年にマーガレットの大姪、姉のエリザベス女王の孫ユージェニー・オブ・ヨークがジャック・ブルックスバンクと結婚した時にも爵位を求めず「ジャック・ブルックスバンク令夫人ユージェニー王女」となった。このため、称号の無い王族の配偶者に爵位を与えるという事例は、スノードン伯爵が最後となっている。
2017年、初代伯の死去に伴い、長男デイヴィッドが爵位を継承した。彼が伯爵家現当主である。

伯爵家の紋章に刻まるモットーは『神の意志のままに(A Noddo Duw A Noddir)』。

## 現当主の保有爵位
現当主である第2代スノードン伯爵デイヴィッド・アームストロング＝ジョーンズは以下の爵位を有する。
- 第2代スノードン伯爵(2nd Earl of Snowdon)
（1961年10月6日の勅許状による連合王国貴族爵位）
- 第2代サセックス州ナイマンズのリンリー子爵(2nd Viscount Linley, of Nymans in the County of Sussex)
（1961年10月6日の勅許状による連合王国貴族爵位）

## スノードン伯爵（1961年）
| 代数 | 受爵者                                     | 画像 | 受爵期間        | 備考                                                                                      |
| ---- | ------------------------------------------ | ---- | --------------- | ----------------------------------------------------------------------------------------- |
| 1    | アンソニー・アームストロング＝ジョーンズ   |      | 1961年 - 2017年 | アームストロング＝ジョーンズ家。 マーガレット王女の夫。イギリス女王エリザベス2世の義弟。  |
| 2    | デイヴィッド・アームストロング＝ジョーンズ |      | 2017年 -        | アームストロング＝ジョーンズ家。 アンソニーの長男。エリザベス2世の甥（ジョージ6世の孫）。 |

爵位の法定推定相続人は、現当主の長男であるリンリー子爵（儀礼称号）チャールズ・アームストロング＝ジョーンズ。